# Tewfik Saleh
Tewfik Saleh (auch: Tawfik Saleh, Tewfiq Salah, arabisch توفيق صالح, DMG Tawfīq Ṣāliḥ; * 27. Oktober 1926 in Alexandria; † 18. August 2013 in Kairo) war ein ägyptischer Filmregisseur und Drehbuchautor.
Saleh besuchte das Victoria College und studierte englische Literatur an der Universität Alexandria (Bachelor 1949). 1950 ging er nach Frankreich, um dort Filmkunst zu studieren. Er beschäftigte sich dort auch mit Malerei und Photographie und war häufiger Gast in André Lhotes Studio. Nach seiner Rückkehr nach Ägypten 1953 lernte er Nagib Mahfus kennen, mit dem er das Drehbuch zu seinem ersten Spielfilm Darb al-mahabil (1955) schrieb.
Erst sieben Jahre später entstand sein nächster Film Sirâ’el abtâl, dem 1966 El Moutamarridoun (Die Rebellen) und 1967 El Sayed el Bolti nach einem Roman von Saleh Morsi folgten. Yawmiyyât nâ’ib fi-l-aryâf (1968) – nach dem Roman von Taufiq al-Hakim  gilt als seine beste Literaturverfilmung. Da Saleh stets Probleme mit der ägyptischen Zensur und Bürokratie hatte, ging er 1969 nach Syrien. Dort drehte er nach dem Roman von Ghassan Kanafani El makdu’un über drei palästinensische Flüchtlinge, die bei der illegalen Einreise nach Kuweit ums Leben kommen. Der Film wurde u. a. mit der Tanit d'Orbeim Carthage Film Festival 1972, dem Ersten Preis beim Strasbourg Festival und dem Ersten Preis des International Catholic Centre in Belgien (beides 1973) ausgezeichnet.
1973 ging er in den Irak, wo er Filmkunst am Rundfunk- und Fernsehinstitut und der Kunstakademie unterrichtete. Mit Unterstützung der Irakischen Film- und Theaterorganisation drehte er 1980 den Film El ayyam el tawîlâ in dem Saddam Hussein als patriotischer Guerillero dargestellt wird. Ab Mitte der 1980er Jahre unterrichtete er an der ägyptischen Filmhochschule. Neben den genannten Spielfilmen drehte Saleh auch sieben Kurz- und Dokumentarfilme und stand in Youssef Chahines Für immer Alexandria (1989) vor der Kamera.